# Enrique Costa Novella
Enrique Costa Novella (Valencia, 3 de enero de 1916 - 9 de junio de 2000) fue un químico español.

## Biografía
Licenciado en ciencias químicas por la Universidad de Valencia (1941) y  doctor en ingeniería química (1952) con la tesis Glucósidos cardiotónicos de la Digitalis oscura. Licenciado en farmacia por la Universidad de Granada (1951).
Desde 1942 fue profesor de electrometalurgia en la Universidad de Valencia y desde 1949 adjunto de química técnica y química física. Especializado en química industrial por el Massachusetts Institute of Technology. En 1961 obtuvo la cátedra de química técnica de la Universidad Complutense de Madrid y en 1967 la de ingeniería química de la misma universidad, de la que fue vicerrector. Medalla de oro de la Real Sociedad Española de Física y Química (1968).
En 1971 fue nombrado director general de Universidades e Investigación, presidente adjunto del CSIC y trabajó como asesor de Repsol. En 1973 fue elegido académico de la Real Academia de Ciencias Exactas, Físicas y Naturales, y tomó posesión con el discurso Adsorción. Desde 1974 académico de la Real Academia Nacional de Medicina con el discurso Los organismos unicelulares como fuente de proteínas. También fue académico honorario de la Real Academia de Medicina de la Comunidad Valenciana, de la Sociedad Química Americana y de la Sociedad Chilena de Química. Vocal del Centro de Estudios Nucleares de la Junta de Energía Nuclear .
En 1985 recibió el Premio Nacional de Investigación Leonardo Torres Quevedo doctor honoris causa por la Universidad de Castilla-La Mancha (1993) y por la Universidad Jaume I (1995).

## Obras
- Ingeniería química: transporte de fluidos Universidad Complutense, 1979. ISBN 84-600-1493-2
- Ingeniería química: fenómenos de transporte Universidad Complutense, 1979. ISBN 84-600-1492-4
- Ingeniería química: conceptos generales con José Luis Sotelo Sancho, Universidad Complutense, 1978. ISBN 84-400-4085-7